# Barrio San Felipe
Barrio San Felipe es un barrio y componente del Gran San Miguel de Tucumán, Provincia de Tucumán, Argentina; depende administrativamente de la Comuna de San Felipe y Santa Bárbara. Es una de las dos extensiones del Gran San Miguel sobre el Departamento Lules, estando ubicado en el extremo sur del mismo, separada de San Miguel de Tucumán por la avenida Quinteros, la misma recorriendo el margen del canal sur.

## Población
Cuenta con 2,157 habitantes (Indec, 2010), lo que representa un incremento del 45% frente a los 1,492 habitantes (Indec, 2001) del censo anterior.